# Chacra
Chacra – jednostka osadnicza w Stanach Zjednoczonych, w stanie Kolorado, w hrabstwie Garfield.